# Silvretta
De Silvretta is een bergmassief in de Oostenrijkse deelstaten Tirol en Vorarlberg en het Zwitserse kanton Graubünden. Het bergmassief vormt een onderdeel van de Rätische Alpen. Deze Rätische Alpen zijn een gebergte dat deel uitmaakt van de Centrale Alpen van de Oostelijke Alpen. De bergtop Dreiländerspitze (3197 m) markeert de grens tussen Tirol, Vorarlberg en Graubünden. Vorarlberg en Tirol worden met elkaar verbonden via de Silvretta Hochalpenstraße, die loopt over de bergpas Bielerhöhe (2032 m).
Het landschap in de Silvretta wordt gedomineerd door de aanwezigheid van meerdere bergtoppen met een hoogte boven de 3000 meter. Met name aan de noordzijde, in Oostenrijk en in Zwitserland ten noorden van de Flüelapas, zijn een groot aantal grotere en kleinere gletsjergebieden te vinden. Dit gebied heeft de bijnaam Blauwe Silvretta.
De Silvretta heeft twee gezichten. Het grootste deel van het gebied bevindt zich in Zwitserland. Het Oostenrijkse deel is daarentegen het bekendst bij bergbeklimmers en toeristen, mede vanwege de verre uitzichten over de uitgestrekte gletsjervlakten. De hoogste bergtop van de Silvretta, de Piz Linard (3414 m) ligt echter weer geheel in Zwitserland en kan ook alleen van hieruit beklommen worden.

## Naburige gebergten
De Silvretta grenst aan de volgende andere gebergten van de Alpen:
- Rätikon (in het noordwesten)
- Verwallgroep (in het noorden)
- Samnaungroep (in het noordoosten)
- Sesvennagroep (in het zuidoosten)
- Albula Alpen (in het zuidwesten)
- Plessuralpen (in het westen)

## Ligging
De Inn in het Unterengadin van Ramosch tot Susch vormt de zuidelijke grens van de Silvretta. Van daaruit gaat de grens in zuidwestelijke richting over het Val Susasca naar Flüelapas en het Flüelatal bergafwaarts tot bij Davos. De westelijke grens loopt vanaf Davos via het Davoser Meer tot bij de Wolfgangpas (1637 m) en langs de Lareter Bach naar Klosters. Verder volgt de grens het verloop van de Schlappiner Bach tot bij de pas Schlappiner Joch (2204 m) en verder langs het Gargellental tot bij Sankt Gallenkirch in Vorarlberg. In het noorden loopt de grens vanaf St. Gallenkirch door een deel van het Montafon via Partenen naar de Zeinisjoch (1822 m). Vanaf hier loopt de grens bergafwaarts het Paznauntal in via Galtür naar Ischgl, waar het vervolgens de Fimberbach bergop naar de Fimberpas (2612 m) volgt, en daarna langs het Val Chöglias en het Val Sinestra tot bij de uitmonding van de Branclabach in de Inn.
De Zeinisjoch verbindt de Silvretta met de Verwallgroep. De Fimperpas scheidt de bergketen van de Samnaungroep. De Flüelapas en Wolfgangpas bij Davos verbindt de Silvretta met de Plessuralpen. De Schlappiner Joch scheidt het bergmassief van de Rätikon.

## Bergtoppen
De belangrijkste bergtoppen in de Silvretta:
1. Piz Linard, 3411 m
2. Fluchthorn, zuidelijke top, 3399 m
3. Fluchthorn, middelste top, 3397 m
4. Grote Piz Buin, 3312 m
5. Fluchthorn, noordelijke top, 3309 m
6. Verstanklahorn, 3297 m
7. Piz Fliana, 3281 m
8. Kleine Piz Buin, 3255 m
9. Silvrettahorn, 3244 m
10. Chapütschin, 3232 m
11. Augstenberg, 3228 m
12. Schneeglocke, 3223 m
13. Plattenhorn, 3221 m
14. Dreiländerspitze, 3197 m
15. Piz Tasna, 3183 m
16. Piz Mondin, 3147 m
17. Großes Seehorn, 3121 m
18. Großlitzner (ook: Großer Litzner), 3109 m
19. Flüela-Weißhorn, 3085 m
20. Piz Minschun, 3072 m
21. Piz Faschalba, 3051 m
22. Piz Davo Lais, 3027 m
23. Pischahorn, 2979 m
24. Fil Spadla, 2963 m
25. Hohes Rad, 2934 m
26. Plattenspitze, 2880 m
27. Sattelkopf, 2863 m
28. Vermuntkopf, 2851 m
29. Kromerspitze, 2830 m
30. Hochmaderer, 2823 m
31. Valgraggeskopf, 2820 m
32. Vallüla, 2813 m
33. Bielerspitze, 2545 m